# Nilo Riva
Nilo Riva (24 marzo 1945 – Alleghe, 22 agosto 2012) è stato un dirigente sportivo, hockeista su ghiaccio e ingegnere italiano.

## Biografia
Di professione ingegnere, fu a lungo presidente e vicepresidente dell'Alleghe Hockey. È stato anche consigliere federale della FISG e - dal 2008 al 2012 - presidente della Lega Italiana Hockey Ghiaccio.
In gioventù era stato anche portiere delle civette, ruolo in cui giocò poi anche il nipote Diego Riva.
Nel 2012, pochi mesi dopo le sue dimissioni dalla LIHG, è morto all'età di 67 anni in un incidente in montagna.